# بنك هاربين
بنك هاربين (بالصينية: 哈尔滨银行؛ بالإنجليزية: Harbin Bank Co., Ltd.) هو بنك تجاري حضري صيني، يقع مقره الرئيسي في مدينة هاربين، بمقاطعة هيلونغجيانغ شمال شرق الصين.

## التأسيس والتوسع
تأسس البنك في عام 1997 تحت اسم "بنك هاربين التجاري الحضري" (Harbin City Commercial Bank)، وكان يقتصر في بدايته على تقديم الخدمات المصرفية ضمن مدينة هاربين فقط. وفي عام 2007، غيّر اسمه رسميًا إلى "بنك هاربين" (Harbin Bank)، وبدأ بالتوسع الجغرافي، حيث افتتح فروعًا في عدة مدن صينية كبرى من بينها داليان وتيانجين وشوانغياشان وجيشي.

## التصنيف والتنافسية
في عام 2011، احتل بنك هاربين المركز الرابع من حيث "القوة التنافسية الشاملة" بين البنوك التجارية الحضرية في الصين، بحسب تقرير تقييم الأداء البنكي السنوي.

## الخدمات والأنشطة
يقدّم بنك هاربين مجموعة متنوعة من الخدمات المصرفية للأفراد والشركات الصغيرة والمتوسطة، وتشمل:
- الحسابات الجارية والادخارية
- القروض التجارية وقروض الأفراد
- إدارة الثروات
- خدمات التحويل والدفع الإلكتروني
- تمويل المشاريع الحضرية

ويركّز البنك على دعم التنمية الاقتصادية الإقليمية، وخاصة في المدن الصغيرة والمتوسطة الحجم في شمال شرق الصين.